# Antonio José de Cavanilles
Antonio José Cavanilles y Palop (Valencia, 16 de enero de 1745-Madrid, 5 de mayo de 1804) fue un científico ilustrado, botánico y naturalista español. Es uno de los autores principales de la Escuela Universalista Española del siglo XVIII.

## Biografía
Estudió en la Universidad de Valencia, donde obtuvo los títulos de maestro en Filosofía (1762) y de doctor en Teología (1766) y fue ordenado sacerdote en Oviedo en 1772. Entregado a la docencia, marchó a París en 1777 como preceptor de los hijos del Duque del Infantado, donde entraría en contacto con la botánica bajo la tutela de André Thouin y Antoine Laurent de Jussieu. Impregnado de enciclopedismo, fue de los primeros científicos españoles en utilizar los nuevos procedimientos taxonómicos de Carlos Linneo y una de las figuras más importantes de la ciencia ilustrada en España.
Entre sus publicaciones iniciales destaca la serie dedicada a las Monadelfias. A su regreso de París en 1789 a causa de los desórdenes producidos por la Revolución francesa, entabló una relación epistolar en 1790 con el librero parisino Jean-Baptiste Fournier a fin de llevar un negocio de introducción en España de libros prohibidos, hasta su muerte en 1804, gracias al cual llegaron alrededor de setecientas de estas obras, muchas de ellas revolucionarias, como ha descubierto el historiador valenciano Nicolás Bas, que halló ese epistolario inédito. También siguió con sus labores botánicas y describió plantas peruanas y chilenas procedentes de la Expedición Botánica al Virreinato del Perú (1777-1788) de Ruiz y Pavón y otras de la Real Expedición Botánica a Nueva España (1787-1803), entre las que destaca la Dahlia, cuya primera descripción fue hecha por Cavanilles sobre plantas cultivadas en el Real Jardín Botánico de Madrid enviadas por esta Expedición.
Recorrió parte de la península ibérica clasificando e inventariando la flora autóctona, y en el curso de tales investigaciones descubrió nuevas especies y elaboró un tratado en seis volúmenes Icones et descriptiones plantarum quae aut sponte in Hispaniae crescunt, aut in hortis hospitantur (1791-1801); también investigó la flora sudamericana y compuso un Glosario de botánica en cuatro lenguas (1795-1798).

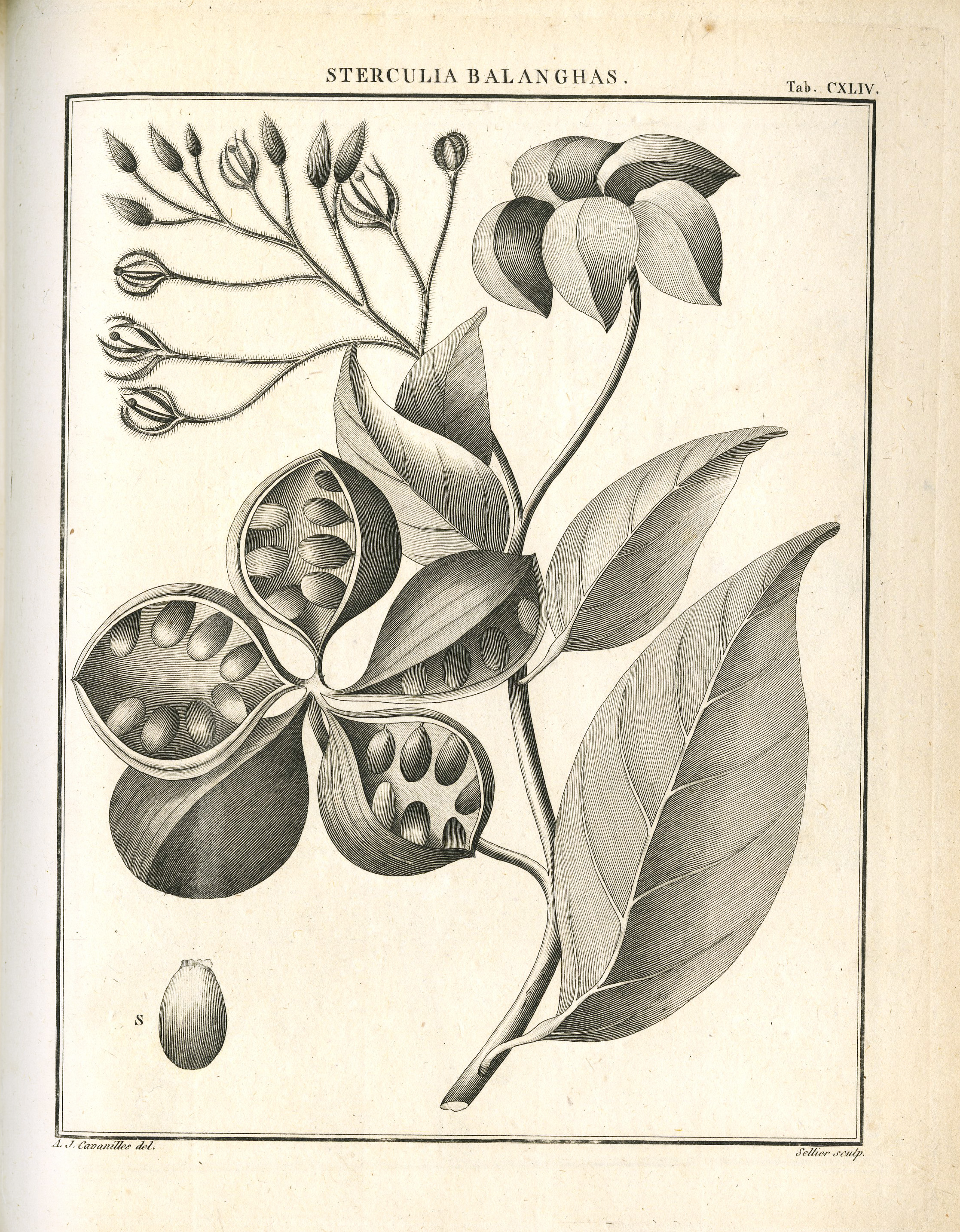
Sterculia balanghas procedente la edición de 1790 de Monadelphiæ classis dissertationes decem de Cavanilles.

Fundó y redactó, junto a Cristiano Herrgen, Louis Proust y García Fernández, la revista científica Anales de Historia Natural, que salió a la calle por vez primera en octubre de 1799, y que cambió su nombre en enero de 1801 por el de Anales de Ciencias Naturales. Cavanilles fue el más fecundo redactor, con 48 artículos, seguido de Christiano Herrgen. Entre 1802 a 1803 fue socio de la Real Sociedad Económica Valenciana de Amigos del País, que custodia algunas de sus obras y papeles originales en su biblioteca y archivo. Cavanilles fue amigo, entre otros científicos de la época, del ilustrado canario José Viera y Clavijo, con el que mantuvo una activa correspondencia científica.
Cavanilles es el principal precursor nacional de las teorías modernas sobre el ordenado aprovechamiento de los recursos naturales y el desarrollo sostenible. Se dio cuenta, por ejemplo, en su viaje por el reino de Valencia, de que la exención del cultivo del arroz detraía el agua que necesitaba el cultivo intensivo de otros productos más necesarios. El arroz "siempre sediento, admite y malgasta caudales preciosos, que distribuidos de otro modo multiplicarían los productos"; por otro lado, demostró con estadísticas de mortalidad que el cultivo del arroz perjudicaba gravemente a la salud. Por ejemplo, en el término de Almenara señaló que con el aumento de los arrozales casi todos los vecinos enfermaron y aumentó la mortalidad en el año que se cultivó, por lo que "a la vista de los tristes efectos que iban produciendo los arrozales, se decretó la proscripción y cesó la epidemia". Cavanilles se interesó por la agricultura y las costumbres de su natal Valencia, de lo que hay testimonio en sus Observaciones sobre la historia natural, geografía, agricultura, población y frutos del reino de Valencia (1795-1797). En este trabajo Cavanilles abarca gran parte de las disciplinas técnicas y científicas de la época como la botánica, la agronomía, la geología, la hidrología, la medicina, la geografía, la cartografía, la arqueología y muchos de los principales campos de la industria.
En 1801 es nombrado director del Real Jardín Botánico de Madrid, en que sustituyó a Casimiro Gómez Ortega, cargo que ejercería hasta su muerte en 1804. Cavanilles fue el primer director del RJB con formación científica y aunque su dirección sólo duró tres años reorganizó la institución por completo: Sistematizó y acrecentó los herbarios (en 1804 contaría con 12 000 especies), las colecciones de plantas vivas, semilleros y biblioteca, y gracias a sus numerosos e importantes contactos con científicos internacionales, de la talla de Alexander von Humboldt, Aimé Bonpland y Carl Ludwig Willdenow, el centro adquirió gran relevancia en la escena científica europea. A su muerte legaría su herbario, dibujos originales, biblioteca y manuscritos al Real Jardín Botánico de Madrid, donde actualmente se conservan.
Entre sus discípulos destacan Mariano Lagasca y Segura, quien en 1815 sería nombrado director del Real Jardín Botánico de Madrid, y Simón de Rojas Clemente y Rubio.
Se conserva un retrato al óleo de 1801 del famoso botánico en el Museo Nacional de Bogotá, obra del pintor neogranadino Salvador Rizo.

## Géneros descritos por Cavanilles

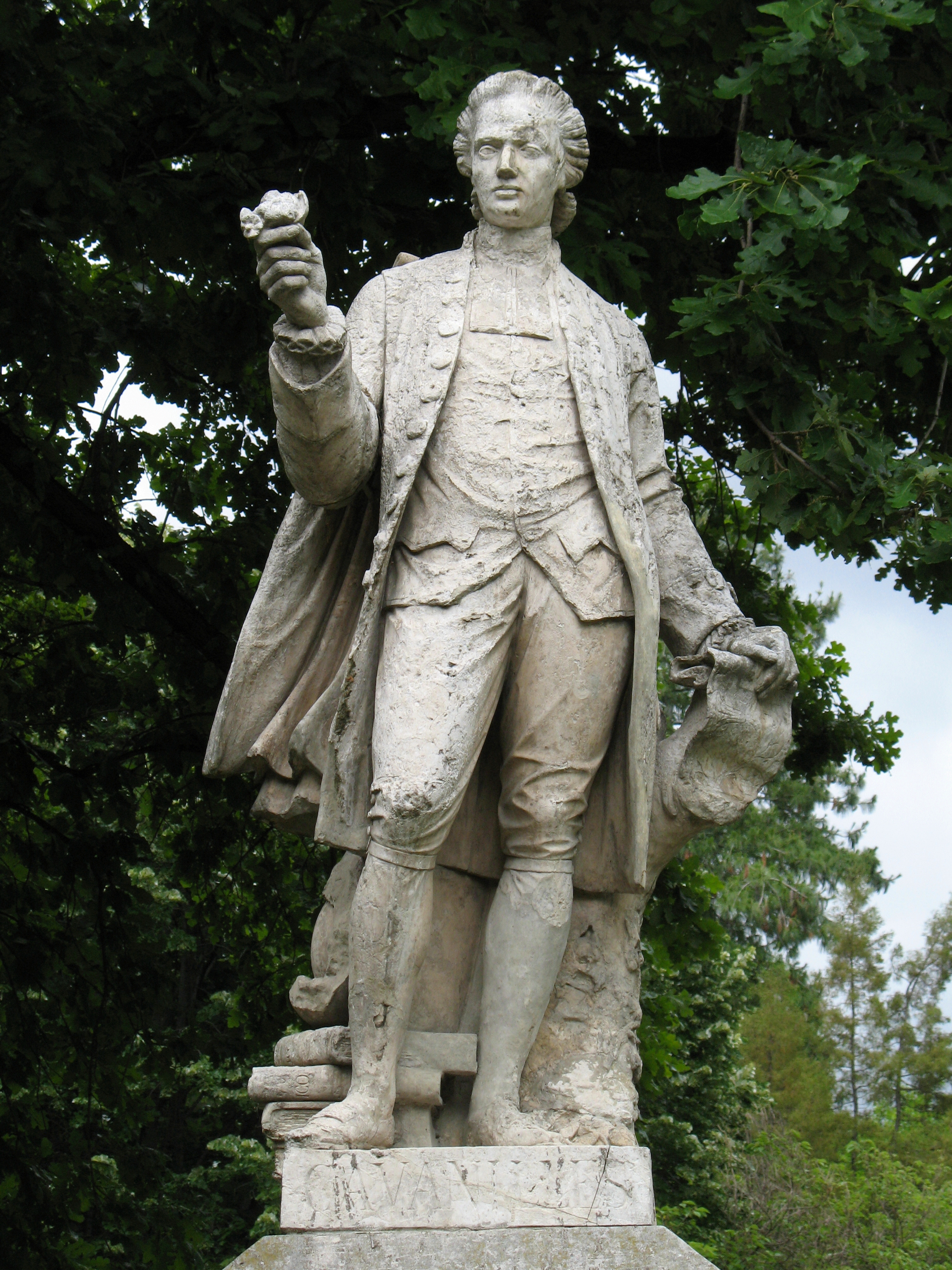
Estatua de Cavanilles en el Real Jardín Botánico de Madrid, por José Pagnucci y Zumel.

Algunos de los géneros nuevos de plantas descritos por Cavanilles:
- Aeginetia (1801)
- Alcina (1791)
- Angophora (1797)
- Anoda (1785)
- Arjona (1797)
- Assonia (1787)
- Bonplandia (1800)
- Bursaria (1797)
- Calboa (1799)
- Calycera (1797)
- Carelia (1803)
- Carmona (1799)
- Cephalophora (1801)
- Cobaea (1791)
- Cosmos (1791)
- Cristaria (1799)
- Cymbaecarpa (1803)
- Dahlia (1791)
- Dombeya (1787)
- Dysodia (1802)
- Eucryphia (1797)
- Eustephia (1794)
- Francoa (1801)
- Franseria (1793)
- Galphimia (1799)
- Glomeraria (1802)
- Gynopleura (1791)
- Heterospermum (1794)
- Huanaca (1801)
- Lagascea (1803)
- Lopezia (1791)
- Palaua (1785)
- Pavonia (1787)
- Perojoa (1797)
- Ruizia (1786)
- Selliera (1799)
- Stevia (1797)
- Tricycla (1801)
- Vintenatia (1797)
- Viviania (1804)
- Willdenowa (1791)
- Ximenesia (1793)

Además más de dos mil doscientas especies fueron determinadas por este botánico por primera vez para la ciencia.

## Obra
- Observations de M. l'abbé Cavanilles sur l'article Espagne de la Nouvelle Encyclopédie París, 1784
- Monadelphiae classis dissertationes decem; París-Madrid, 1785-1790.[2]
- Observaciones sobre la Historia Natural, Geografía, Agricultura, población y frutos del reyno de Valencia. / Por don Antonio Josef Cavanilles, Madrid, 1795-1797
- Icones et descriptiones plantarum, quae aut sponte in Hispania crescunt, aut in hortis hospitantur, Madrid, 1791-1801.[3]
- Descripción de las plantas que D. Antonio Josef Cavanilles demostró en las lecciones públicas del año 1801, precedida de los principios elementales de la Botánica. [...], Madrid, 1802
- Géneros y especies de plantas demostradas en las lecciones públicas del año 1802, Madrid, 1803

## Eponimia
Géneros
- (Bombacaceae) Cavanillesia Ruiz & Pav.[4]

Especies
- (Agavaceae) Agave × cavanillesii D.Guillot & P.Van der Meer[5]
- (Amaryllidaceae) Narcissus cavanillesii Barra & G. López[6]
- (Anacardiaceae) Rhus cavanillesii DC.[7]
- (Asclepiadaceae) Vincetoxicum cavanillesii Standl.[8]
- (Asteraceae) Asteriscus cavanillesi Caball.[9]
- (Asteraceae) Sonchus cavanillesianus Font Quer & Svent.[10]
- (Brassicaceae) Velarum cavanillesianum (Castrov. & Valdés Berm.) V.I.Dorof.[11]
- (Caryophyllaceae) Arenaria cavanillesiana (Font Quer & Rivas Goday) Nieto Fel.[12]
- (Geraniaceae) Pelargonium cavanillesii R.Knuth[13]
- (Lamiaceae) Lavandula × cavanillesii D.Guillot & Rosselló[14]
- (Malvaceae) Pavonia cavanillesii Spreng.[15]
- (Malvaceae) Gossypium cavanillesianum Tod.[16]
- (Myrsinaceae) Ardisia cavanillesii Roem. & Schult.[17]
- (Passifloraceae) Passiflora cavanillesii DC.[18]
- (Plumbaginaceae) Limonium cavanillesii Erben[19]
- (Poaceae) Trisetaria cavanillesii (Trin.) Maire[20]
- (Scrophulariaceae) Calceolaria cavanillesii Pers. ex Steud.[21]
- (Sterculiaceae) Hermannia cavanillesiana Eckl. & Zeyh.[22]
- (Theophrastaceae) Bonellia cavanillesii Bertero ex Colla[23]